# 중종 (조선)
중종(中宗, 1488년 4월 25일(음력 3월 5일) ~ 1544년 12월 9일(음력 11월 15일))은 조선의 제11대 국왕(재위: 1506년 ~ 1544년)이다.

## 개요
휘는 역(懌), 본관은 전주(全州), 자는 낙천(樂天)이며, 성종의 여덟째 아들이자 적차남으로, 어머니는 정현왕후 윤씨이다. 이복 형인 연산군이 반정으로 폐위되자 박원종, 성희안 등 반정공신들의 추대를 받아 왕위에 올랐다.
재위 기간 중 훈구 공신과 사림의 갈등으로 정쟁이 심화되었으며, 이로 인해 사화와 옥사, 저주와 주술, 익명서 투서, 무고 등의 궁중 암투가 빈번하게 발생하였다. 대외적으로는 삼포왜란이 발생하였으며, 남쪽의 왜구와 북쪽의 여진족의 침탈로 인해 발생하는 국방문제에 대처하기 위해 임시 기구인 비변사를 설치하였다.
이 밖에 《속삼강행실도》(1514년), 《신증동국여지승람》(1530년) 등 다방면에 걸친 책들이 중종 시대에 편찬, 간행되었으나 기묘사화 이후로는 문화 발전 정책이 거의 정지되었다.

## 생애

### 탄생과 즉위 이전
1488년(성종 19년) 3월 5일, 성종과 정현왕후의 아들로 태어났다. 성은 이(李), 휘는 역(懌), 아명은 구등은금이(仇等隱金伊)이다.
1494년(성종 25년) 4월 6일, 진성대군(晉城大君)으로 봉해졌다. 이후 신수근의 딸인 신씨(단경왕후)와 혼인하였고 13세가 되던 해에 출궁하였다. 신수근은 연산군의 왕비인 폐비 신씨의 오빠이므로, 연산군과 중종은 이복형제임과 동시에 처고모부와 조카사위의 관계가 되었다.
1506년(연산군 12년) 9월 2일, 연산군의 폭정에 반발한 성희안(成希顔) · 박원종(朴元宗) · 유순정(柳順汀) 등이 일으킨 중종반정이 성공함에 따라 조선의 새 임금으로 추대되었다.

### 즉위와 개혁

#### 재위 초반
1506년(중종 1년), 9월 경복궁 근정전에서 즉위하였다. 반정 세력들은 연산군의 처남인 신수근의 딸 신씨를 궁에서 내쫓을 것을 주장하였고, 중종은 결국 왕비 신씨를 폐위하여 사가로 내보냈다. 이후 윤여필의 딸인 장경왕후를 왕비로 책봉하였으나, 장경왕후는 인종을 낳고 산후병으로 승하하였으며, 다시 윤지임의 딸인 문정왕후를 왕비로 책봉하였다.
본인의 의사와 상관없이 반정 세력의 정치적 의도로 즉위한 중종은 집권 초기에 반정 공신들의 위세에 눌려 실질적인 권력을 제대로 행사하지 못하였다. 그런 와중에서도 연산군의 폭정으로 말미암아 문란해진 나라의 기강을 바로잡고자 연산군이 폐지시켰던 모든 법제를 복귀시켰으며, 국왕의 자문을 담당하는 기관인 홍문관의 기능을 대폭 강화하고 신하들의 월과 춘추과시, 사가독서 등을 시행했다. 또한 중종은 왕도정치를 앞세워 공신들의 세력 팽창을 억누르려고 시도했으나 공신들의 힘이 막강하여 성공하지는 못했다.
박원종, 홍경주 등의 공신 세력의 권력이 강화되고 왕 이상의 권한을 행사하려 하자 그는 사림 세력을 다시 등용하기로 결심한다.

#### 사림파의 등용과 개혁 정치
큰어머니 월산대군부인의 남동생이자, 경빈 박씨의 양아버지인 박원종, 희빈 홍씨의 친정아버지 홍경주 등의 세력을 경계한 중종은 당초 박원종과 성희안의 월권행위를 비판하다가 이들의 눈밖에 났던 남곤을 등용한다. 이어 훈구 공신들의 질병과 연이은 죽음, 그리고 훈구 공신의 지도자인 박원종, 성희안의 죽음으로 훈구파가 주춤한 틈을 타 사림파 인사를 홍문관과 사간원, 사헌부, 춘추관 등의 하위직에 등용함으로써 사림파를 다시 정계로 끌어들인다.
중종은 조광조 등 갑자사화로 밀려났던 사림파를 중심으로 현량과를 실시하는 등 철저한 유교적 개혁 정치를 행하여 공신세력을 누르고자 하였다. 그러나 지나치게 급진적이고 과격한 조광조의 개혁 정책은 보수적 기득권층인 훈구 세력의 엄청난 반발을 불러일으켰을 뿐 아니라 그를 절대적으로 신임하고 지지하던 중종마저도 싫증을 내게 된다. 특히 조광조 등 급진 사림파의 위훈 삭제로 다수의 공신들이 명단에서 이름이 삭제되는 일이 벌어지자 훈구파들의 위기감은 극에 달한다.

### 기묘사화

#### 조광조와의 갈등
중종 반정으로 추대받아 즉위한 중종은, 공신 세력에게 좌지우지 되어 실권을 행사하지 못하였고, 본인의 뜻과 상관 없이 왕비 신씨를 폐위하고 이복 형인 견성군을 사사하였다. 중종은 훈구 공신세력을 억누르기 위해 사림을 등용하였고 비대해진 훈구파 척신들의 전횡에서 벗어나 보다 강력한 왕권을 확립하기를 원했다. 그러나 조광조는 도학 정치 실현이 목적이었기에 중종과의 정치적 노선이 달랐다.
또한 사림파의 지치정치, 군신 공치 역시 중종에게 거부감을 주었다. 조광조는 도학정치가 펴지길 꿈꿨고, 중종은 힘센 군주가 되길 갈망한 것이다. 조광조는 임금 역시 성리학적 이데올로기에 충실한 사류가 되기를 원했고, 성리학 사상에 입각한 사류와 군주가 공동으로 다스리는 세계 또는 임금 역시 한 사람의 선비가 될 것을 여러번 권고하였다. 중종은 피로를 느낌과 동시에 거부감을 갖게 되었다.
조광조는 중종에게 일종의 천거제인 현량과를 실시할 것을 청했고, 성리학적 이데올로기 하에 향촌사회의 자치규약인 향약을 널리 보급하여 유교 윤리를 기반으로 하는 공동체 사회를 구현하려 하였다. 이러한 조광조와 사림들의 사상은 후에 조선 내에서 성리학적 질서가 강화되는 이유 중 하나가 되었다.
조광조는 불교와 미신을 믿지 말것을 청하였으며 도교의 영향을 받아 하늘에 제사를 지내는 업무를 관장하던 소격서를 폐지할 것을 강하게 주장하여 마침내 폐지시켰다. 조광조와 사림파들은 중종반정에서 거짓 공로(僞勳, 위훈)로 공신이 된 자들을 가려내 이들을 공신에서 제명할 것을 주청하였다. 이 위훈삭제로 인하여 조광조와 사림은 훈구파의 공격을 받게 되었다.

#### 주초위왕 사건
중종은 당초 조광조의 개혁정치를 지지하고 그를 총애하였으나 지나치게 급진적이고 도학적인 조광조를 점차 기피하고 불신하였다. 남곤, 심정, 홍경주 등의 훈구세력은 홍경주의 딸이자 중종의 총희(寵姬)인 희빈(熙嬪)을 사주하여 궁궐 후원 나뭇잎에 꿀을 바른 붓으로 '주초위왕(走肖爲王, 조씨(走+肖=趙氏)가 왕(王)이 됨(爲)'이라는 네 글자를 썼다. 벌레가 나뭇잎 위를 기어다니며 꿀을 바른 부분의 글자를 파먹자 '주초위왕'의 형상이 파인 나뭇잎을 들고 중종에게 호소하였다. 마침내 주초위왕 사건을 이유로 중종은 조광조를 실각시키고 많은 사림들을 사사하였다. 동시에 그가 추진하던 개혁들도 폐지하였다.

### 작서의 변과 가작인두의 변
1527년(중종 22년), 세자(인종)의 생일 무렵에 죽은 쥐의 사지를 찢어 불에 지진 다음 동궁전 창가에 매달아놓고 세자를 저주하는 일이 발생하였다.
사건의 배후로 중종의 서장자이자 인종의 이복형인 복성군과 복성군의 어머니인 경빈 박씨가 지목되어 폐서인 되었으며, 경빈의 딸들이자 인종의 이복 누나들인 혜순옹주와 혜정옹주 또한 폐서인 되었다.
1533년(중종 28년), 동궁(東宮)의 빈청 남쪽 바자(把子) 위에 사람의 머리 모양을 한 물건이 발견되었다. 이 형상에 누군가가 머리카락을 붙이고 이목구비등을 새겨 목패에 단 다음, 목패에 '세자의 몸을 능지할 것', '세자 부주(父主)의 몸을 교살할 것', '중궁(中宮)을 참(斬)할 것' 과 같은 내용을 적어놓았는데, 이 저주 사건으로 인해 6년전 폐출된 복성군 모자와 혜정옹주의 남편인 당성위(唐城尉) 홍려(洪礪)가 연루되었다.
대간의 탄핵을 받은 복성군과 경빈 박씨는 마침내 사사되었는데, 나중에서야 이 사건의 배후가 인종의 누나인 효혜공주의 남편 연성위(延城尉) 김희(金禧)와 김희의 아버지인 김안로가 꾸민 일임이 드러났다. 이후 인종은 중종에게 복성군 모자의 신원 회복과 폐출된 두 옹주의 작호를 회복시켜줄 것을 청하였다.

### 외척의 등장

#### 외척 세력의 등용
조광조를 비롯한 급진적인 사림파들이 몰락한 뒤 견제 세력이 없어지자 다시 공신들의 세력이 부활할 조짐을 보였다. 중종은 공신들의 권력집중을 차단할 목적으로 외척인 윤여필, 윤여해, 윤지임, 김안로 등을 등용한다.
처음에는 이들에게 내섬서와 장악원 등의 제조 직을 제수했다가 훈련대장 등을 제수하여 도성의 숙위를 맡겼고, 이후 이들의 자녀들이자 자신의 처남격인 윤임, 윤원로, 윤원형 등이 출사하게 된다. 그러나 외척 세력은 또다른 세력을 형성하여 전쟁의 소용돌이를 만들게 된다.
외척 세력이 새로이 등장하여 중종의 치세 중기와 후기에는 외척 세력과 반정 공신들 간의 정권 다툼으로 인해 크고 작은 사건이 연달아 일어나 혼란 정국이 지속되었다.
1531년(중종 26년)에는 기묘사화 후 집권했던 심정·이항(李沆)·김극복(金克福) 등이 화를 당했고, 1537년(중종 32년)에는 심정 일파를 모함한 김안로(金安老)·허항(許沆)·채무택(蔡無擇) 등이 주찬되는 등 재위 동안에 화옥(禍獄)이 그치지 않았다.

#### 대윤과 소윤의 등장
윤임과 윤원형은 정희왕후의 아버지 윤번의 후손들로, 각각 인종과 명종의 외숙부들인데, 이들은 중종 말엽부터 세력을 형성하였다. 인종의 외가인 윤여필, 윤임 세력을 주축으로 하는 대윤(大尹)과, 경원대군(명종)을 지지하는 문정왕후와 윤원형 일파인 소윤(小尹)이 파를 나누어 갈등하였다.
1538년(중종 33년) 10월, 중종은 본인의 재위년수와 나이가 세종의 재위년수와 세종이 승하했을 때의 나이와 비슷해지자 태종과 세종의 고사를 들며 세자(인종)에게 선위하려 하였는데, 세자가 곡기를 끊고 극구 반대하여 뜻을 이루지 못했다.

### 최후 및 능묘
1544년(중종 39년) 11월 14일, 중종은 세자(인종)에게 전위의 뜻을 밝히고, 다음날인 11월 15일 창경궁의 환경전에서 승하하였다.
묘호는 중종(中宗), 시호는 휘문소무흠인성효대왕(徽文昭武欽仁誠孝大王)이다. 묘호인 중종은 연산군으로부터 나라를 구하여 중흥시켰다는 의미로 정해진 것이다.
능은 서울특별시 강남구 삼성동에 있는 정릉(靖陵)으로 본래 고양시에 위치하였으나, 풍수지리상 위치가 좋지 않고 장마로 인해 재실에 물이 차자 명종대에 지금의 위치로 천장하였다. 정릉은 임진왜란 당시 훼손되었다. 정릉에서는 시신이 나왔지만 이 시신이 중종의 것인지 아닌지를 가려내기 위해 원로 대신에서부터 궁중의 나인들까지 동원되어 살펴보았지만 중종이 승하한 지 오래 되어 외모를 기억하는 사람들이 몇 없었고 남은 사람들도 고령이라 확인이 힘들었다. 중종 외모를 기억하는 몇몇 사람들의 몽타주 기록에 의하면 중종은 키가 크고 보통의 체격이었고 수염은 그리 많지도 않았으나 또한 적은 편도 아니었으며 수염 색은 누런 편이었다고 한다. 이마에는 녹두보다는 좀 작은 검은 사마귀가 있었고, 용안은 약간 얽은 흔적이 있었으며 턱의 끝이 약간 굽어 모난 턱이었으며 코가 높고 길되 살짝 굽었다고 한다. 이 외에도 뒷통수가 넙적하여 갓이 잘 맞지 않았다고 한다. 하지만 시신의 모습은 비대하고, 키는 포백척으로 3척 2촌으로 작았다. 남아있던 기록과 시신의 모습이 달랐고 중종이 승하할 당시가 더운 여름이었는데 시신이 부패하지 않고 남아있다는 점 때문에 왜군이 왕릉을 욕보이기 위해 가져다 둔 시신이 아닌가 하는 의문이 제기되기도 했지만 이후 중종일지도 모른다는 의견 때문에 일단 시신은 선정릉 근처의 정결한 곳에 묻었다. 그 시신이 정말 중종의 시신이었는지 아닌지 확실하게 확인할 방법은 아직은 없다.

## 평가

### 조선왕조실록
《중종실록》의 사관은 중종과 중종 시대를 다음과 같이 평가하였다.

사신은 논한다.
상(중종)은 인자하고 유순한 면은 남음이 있었으나 결단성이 부족하여
비록 일을 할 뜻은 있었으나 일을 한 실상이 없었다.
좋아하고 싫어함이 분명하지 않고
어진 사람과 간사한 무리를 뒤섞어 등용했기 때문에
재위 40년 동안에 다스려진 때는 적었고 혼란한 때가 많아
끝내 소강(小康)의 효과도 보지 못했으니 슬프다.

사신은 논한다.
인자하고 공검한 것은 천성에서 나왔으나 우유부단하여 아랫사람들에게 이끌려
견성군(甄城君)을 죽여 형제간의 우애가 이지러졌고,
신비(愼妃, 단경왕후)를 내치고 박빈(朴嬪, 경빈 박씨)을 죽여 부부의 정이 없어졌으며
복성군(福城君)과 당성위(唐城尉)를 죽여 부자간의 은의(恩義)가 어그러졌고,
대신을 많이 죽이고 주륙(誅戮)이 잇달아 군신의 은의가 야박해졌으니 애석하다.

 — 《중종실록》 105권,
중종 39년(1544년 명 가정(嘉靖) 23년) 11월 15일 (경술)

## 가족 관계
| 조선 제11대 국왕 | 중종 中宗 | 출생                                       | 사망                                                               |
| 조선 제11대 국왕 | 중종 中宗 | 1488년 4월 16일 (음력 3월 5일) 조선 한성부 | 1544년 11월 29일 (음력 11월 15일) (56세) 조선 한성부 창경궁 환경전 |

|    |                                                   | 본관 | 생몰년          | 부모                                                                      | 비고       |
| -- | ------------------------------------------------- | ---- | --------------- | ------------------------------------------------------------------------- | ---------- |
| 부 | 성종대왕 成宗大王                                 | 전주 | 1457년 - 1494년 | 덕종대왕 德宗大王 소혜왕후 한씨 昭惠王后 韓氏                             | 제9대 국왕 |
| 모 | 정현왕후 윤씨 貞顯王后 尹氏 자순왕대비 慈順王大妃 | 파평 | 1462년 - 1530년 | 영원부원군 윤호 鈴原府院君 尹壕 연안부부인 담양 전씨 延安府夫人 潭陽 田氏 |            |

| 시호    | 시호                                                  | 본관 | 생몰년          | 부모                                                                          | 비고                                          |
| ------- | ----------------------------------------------------- | ---- | --------------- | ----------------------------------------------------------------------------- | --------------------------------------------- |
| 정비    | 단경왕후 신씨 端敬王后 愼氏                           | 거창 | 1487년 - 1557년 | 익창부원군 신수근 益昌府院君 愼守勤 청원부부인 한은광 淸原府夫人 韓銀光       | 중종 원년(1506년) 폐위 영조 15년(1739년) 복권 |
| 제1계비 | 장경왕후 윤씨 章敬王后 尹氏                           | 파평 | 1491년 - 1515년 | 파원부원군 윤여필 坡原府院君 尹汝弼 순천부부인 순천 박씨 順天府夫人 順天 朴氏 |                                               |
| 제2계비 | 문정왕후 윤씨 文定王后 尹氏 성렬대왕대비 聖烈大王大妃 | 파평 | 1501년 - 1565년 | 파산부원군 윤지임 坡山府院君 尹之任 전성부부인 전의 이씨 全城府夫人 全義 李氏 |                                               |

| 작호 | 작호                | 본관 | 생몰년          | 부모                              | 비고                                                      |
| ---- | ------------------- | ---- | --------------- | --------------------------------- | --------------------------------------------------------- |
| 빈   | 경빈 박씨 敬嬪 朴氏 | 밀양 | ? - 1533년      | 박수림 朴秀林 미상                | 작서의 변에 연루되어 폐출 중종 28년(1533년) 사사됨        |
| 빈   | 희빈 홍씨 熙嬪 洪氏 | 남양 | 1494년 - 1581년 | 홍경주 洪景舟 안동 권씨 安東 權氏 |                                                           |
| 빈   | 창빈 안씨 昌嬪 安氏 | 안산 | 1499년 - 1549년 | 안탄대 安坦大 황씨 黃氏           | 제14대 국왕 선조의 할머니 선조 10년(1577년) 창빈으로 추증 |
| 귀인 | 귀인 한씨 貴人 韓氏 | 청주 | 1500년 - 1575년 | 한순 韓恂 이씨 李氏               | 예종비 안순왕후의 조카                                    |
| 숙의 | 숙의 나씨 淑儀 羅氏 | 나주 | 1489년 - 1514년 | 나숙담 羅叔聃 영월 신씨 寧越 辛氏 |                                                           |
| 숙의 | 숙의 이씨 淑儀 李氏 | 경주 | ? - 1524년      | 이형신 李亨臣                     |                                                           |
| 숙의 | 숙의 홍씨 淑儀 洪氏 | 남양 | 생몰년 미상     | 미상                              |                                                           |
| 숙의 | 숙의 김씨 淑儀 金氏 | 미상 | 생몰년 미상     | 미상                              |                                                           |
| 숙원 | 숙원 이씨 淑媛 李氏 | 대원 | ? - 1520년      | 이백선 李白先                     |                                                           |

| 작호 | 작호                                | 이름      | 생몰년          | 생모          | 배우자                                                          | 비고                                               |
| ---- | ----------------------------------- | --------- | --------------- | ------------- | --------------------------------------------------------------- | -------------------------------------------------- |
| 1    | 복성군 福城君                       | 미 嵋     | 1509년 - 1533년 | 경빈 박씨     | 군부인 파평 윤씨 郡夫人 坡平 尹氏                               | 작서의 변에 연루되어 폐출 중종 28년(1533년) 사사됨 |
| 2    | 해안군 海安君                       | 희 㟓     | 1511년 - 1573년 | 숙의 홍씨     | 진산군부인 유씨 晉山郡夫人 柳氏 익창군부인 신씨 益昌郡夫人 愼氏 |                                                    |
| 3    | 금원군 錦原君                       | 영 岺     | 1513년 - 1562년 | 희빈 홍씨     | 파징군부인 정씨 波澄郡夫人 鄭氏                                 |                                                    |
| 4    | 인종대왕 仁宗大王                   | 호 岵     | 1515년 - 1545년 | 장경왕후 윤씨 | 인성왕후 박씨 仁聖王后 朴氏                                     | 제12대 국왕                                        |
| 5    | 영양군 永陽君                       | 거 岠     | 1521년 - 1561년 | 창빈 안씨     | 경양군부인 안씨 景陽郡夫人 安氏                                 |                                                    |
| 6    | 덕양군 德陽君                       | 기 岐     | 1524년 - 1581년 | 숙의 이씨     | 영가군부인 권씨 英嘉郡夫人 權氏                                 |                                                    |
| 7    | 봉성군 鳳城君                       | 완 岏     | 1528년 - 1547년 | 희빈 홍씨     | 군부인 동래 정씨 郡夫人 東萊 鄭氏                               | 정미사화에 연루되어 사사됨                         |
| -    | 왕자                                |           | 1528년 - 1528년 | 귀인 한씨     |                                                                 |                                                    |
| 8    | 덕흥대원군 德興大院君               | 초 岹     | 1530년 - 1559년 | 창빈 안씨     | 하동부대부인 정씨 河東府大夫人 鄭氏                             | 제14대 국왕 선조의 아버지                          |
| 9    | 명종대왕 明宗大王 경원대군 慶原大君 | 환 峘     | 1534년 - 1567년 | 문정왕후 윤씨 | 인순왕후 심씨 仁順王后 沈氏                                     | 제13대 국왕                                        |
| -    | 왕자                                |           | 생몰년 미상     | 희빈 홍씨     |                                                                 |                                                    |
| -    | 왕자                                |           | 생몰년 미상     | 희빈 홍씨     |                                                                 |                                                    |
| -    | 왕자                                |           | 생몰년 미상     | 희빈 홍씨     |                                                                 |                                                    |
| -    | 왕자                                | 이수 頤壽 | 생몰년 미상     | 창빈 안씨     |                                                                 |                                                    |

| 작호 | 작호              | 이름                | 생몰년          | 생모          | 배우자                      | 비고                     |
| ---- | ----------------- | ------------------- | --------------- | ------------- | --------------------------- | ------------------------ |
| 1    | 효혜공주 孝惠公主 | 옥하 玉荷           | 1511년 - 1531년 | 장경왕후 윤씨 | 연성위 김희 延城尉 金禧     |                          |
| 2    | 혜순옹주 惠順翁主 | 철환 鐵環           | 1512년 - 1583년 | 경빈 박씨     | 광천위 김인경 光川尉 金仁慶 |                          |
| 3    | 혜정옹주 惠靜翁主 | 석환 石環           | 1514년 - 1580년 | 경빈 박씨     | 당성위 홍여 唐城尉 洪礪     |                          |
| -    | 옹주              | 월환 月環           | 1516년 - ?      | 미상          |                             |                          |
| 4    | 정순옹주 貞順翁主 | 정환 貞環           | 1518년 - 1581년 | 숙원 이씨     | 여성위 송인 礪城尉 宋寅     |                          |
| 5    | 효정옹주 孝靜翁主 | 순환 順環 舜環      | 1520년 - 1544년 | 숙원 이씨     | 순원위 조의정 淳原尉 趙義貞 |                          |
| 6    | 의혜공주 懿惠公主 | 옥혜 玉蕙           | 1521년 - 1563년 | 문정왕후 윤씨 | 청원위 한경록 淸原尉 韓景祿 |                          |
| 7    | 효순공주 孝順公主 | 옥련 玉蓮 옥린 玉麟 | 1522년 - 1538년 | 문정왕후 윤씨 | 능원위 구사안 綾原尉 具思顔 |                          |
| 8    | 숙정옹주 淑靜翁主 | 수환 守環           | 1525년 - 1564년 | 숙의 김씨     | 능창위 구한 綾昌尉 具澣     | 사위와의 간통으로 사사됨 |
| 9    | 정신옹주 靜愼翁主 | 선환 善環           | 1526년 - 1552년 | 창빈 안씨     | 청천위 한경우 淸川尉 韓景祐 |                          |
| -    | 공주              |                     | 1528년 - ?      | 문정왕후 윤씨 |                             |                          |
| 10   | 경현공주 敬顯公主 | 옥현 玉賢           | 1530년 - 1584년 | 문정왕후 윤씨 | 영천위 신의 靈川尉 申檥     |                          |
| 11   | 인순공주 仁順公主 |                     | 1542년 - 1545년 | 문정왕후 윤씨 |                             |                          |

## 중종이 등장하는 작품
| 방송 기간     | 방송사 | 작품명                | 연기자         | 참고 |
| ------------- | ------ | --------------------- | -------------- | ---- |
| 1985년        | MBC    | 《풍란》              | 최상훈         |      |
| 1994년~1995년 | KBS    | 《장녹수》            |                |      |
| 1996년        | KBS    | 《조광조》            | 이진우         |      |
| 1996년        | KBS    | 《임꺽정》            | 최상훈         |      |
| 1998년        | SBS    | 《홍길동》            | 김규철         |      |
| 1998년~2000년 | KBS    | 《왕과 비》           | 최우혁         |      |
| 2001년~2002년 | SBS    | 《여인천하》          | 최종환         |      |
| 2003년~2004년 | MBC    | 《대장금》            | 임호           |      |
| 2006년        | KBS2   | 《황진이》            | 박찬환         |      |
| 2007년~2008년 | SBS    | 《왕과 나》           | 노영학         |      |
| 2011년~2012년 | JTBC   | 《인수대비》          | 백승도, 전준혁 |      |
| 2013년        | KBS2   | 《천명》              | 최일화         |      |
| 2016년        | MBC    | 《옥중화》            | 김법래         |      |
| 2017년        | SBS    | 《사임당, 빛의 일기》 | 최종환         |      |
| 2017년        | KBS2   | 《7일의 왕비》        | 연우진         |      |

| 개봉일          | 작품명       | 연기자 | 참고 |
| --------------- | ------------ | ------ | ---- |
| 1988년 2월 18일 | 《연산일기》 | 이경영 |      |
| 2015년 5월 21일 | 《간신》     | 고경표 |      |

| 방송 기간 | 방송사 | 작품명          | 연기자      | 참고 |
| --------- | ------ | --------------- | ----------- | ---- |
| 2005년    | MBC    | 《장금이의 꿈》 | 최한 (성우) |      |

### 도서
《박시백의 조선왕조실록》의 저자 만화가 박시백은 중종 시대에 대해 다음과 같은 견해를 보였다.
중종 시대 당시 강력한 권력을 가지고 있었던 권신들 대부분은 중종의 기습 전략에 의해 하루 아침에 감옥에 갇히거나 유배를 당하고 죽었다. 그 중 가장 대표적인 이들은 조광조와 김안로였다. 이들이 비록 많은 권력을 휘둘렀다고 하지만, 나는 새도 떨어뜨리던 권신들이 죽은 원인은 중종의 기습적인 습격과 이들을 사사하라는 명령에 있었다. 이는 비록 일부 권신들이 조정을 장악하고, 권력을 휘둘렀으며 그로인해 이들의 권력이 너무나 커졌다고 해도 중종은 이러한 권신들을 기습 전략으로 제거하기 전에는 없던 면모를 보였다.
자신의 의견보다는 신하들의 의견을 수용하고, 대간들의 비판에 대해서도 불만을 드러내지 않는 등 평소에는 정국에 대해 소극적인 모습을 보였지만, 권신들에 대한 처분을 내릴 때는 신하들의 반대를 물리치고 자신이 주도적으로 이끌어나가는 이중적인 면모를 보였다. 이러한 중종의 변신에 대해 대부분의 신하들은 놀라는 반응을 보였었다.
이에 대한 사관의 논평이 있는데, 조광조의 사사결정이 내려졌을 때 사관은 중종에 대해서 '조금도 가엾고 불쌍히 여기는 마음이 없으니, 전일 도타이 사랑하던 일에 비하면 마치 두 임금에게서 나온 일 같다.'라고 논하였고, 김안로의 절도안치 결정이 내려졌을 때는 '이때 양연이 대사헌으로 이 의논을 먼저 주장한 것은 왕의 밀지(密旨)를 받았기 때문이라 한다. 이보다 며칠 전에 상이 경연에서 ‘위태한데도 붙들지 않으니 그런 재상을 장차 어디에 쓸 것인가.’라는 말을 하였고 또 우의정 윤은보에게 비망기(備忘記)를 내려 조정에 사람이 없음을 걱정한다는 뜻을 극론하였는데, 이는 대개 상이 김안로의 죄악을 알았기 때문에 이런 교시를 내려 조정에 은미하게 보인 것이다.'라고 논했다.
하지만, 중종은 이러한 정국 주도 능력을 당시 조선의 폐해를 없애기 위해 노력하지는 않았다. 자신은 검소하게 생활하였지만, 자식, 종친들이나 신하들의 사치를 막지 못했고, 결국 중종은 왕조와 자신에게 주어진 왕좌를 신권의 지나친 비대화로부터 지키기 위해 노력하기만 했었던 임금이었다고 평가하였다.

## 기타
- 북방의 방어에 신경을 써 이계동, 유담년, 이지방 등의 무관을 파견하여 평안도와 간도, 함경도 등의 여진족을 수시로 토벌하게 한다.

- 1517년 중종 12년 최세진이 신숙주의 《사성통고》를 보완하기 위해 《사성통해》를 편찬한다.[38] 책의 서문에는 단종 3년에 편찬된 《홍무정운역훈》의 수록자를 대폭 보충한 《속첨홍무정운(續添洪武正韻)》을 짓고 이것을 《사성통고》형식으로 개편하여 저술하였다고 되어있다.[38] 《사성통해》에 수록된 한자의 배열은 《홍무정운》보다 4운(韻) 많은 80운이 기준이었다.[38]

- 1527년 중종 22년에 최세진이 어린이 한자 학습서인 《훈몽자회》을 저술하여 간행한다.[39] 《훈몽자회》는 《훈민정음》(해례본)과 다르게 글자의 순서를 정하고 있으며 초성,종성에 통용하는 글자와 초성에만 쓰이는 글자를 면밀히 갈라놓고 있어서 사료적 가치가 있다.[40]

## 참고 문헌
- 《중종실록 》14 집 71 면
- 《대동야승》

## 같이 보기
- 중종반정
- 조선왕조실록
- 조선 왕 가계도
- 삼포왜란
- 기묘사화
- 대윤 소윤
- 대장금
- 선정릉
- 조광조
- 홍경주